# Sztuhna (rakéta)
A Sztuhna (ukránul: Стугна) lövegcsőből indítható 100 mm-es ukrán irányított páncéltörő rakéta, amelyet a kijevi Lucs tervezőiroda fejlesztett ki a 2000-es évek elején. A rakétával szerzett tapasztalatok alapján, annak továbbfejlesztéseként fejlesztette ki a Lucs 2005-től a Sztuhna-P páncéltörő rakétarendszert.